# Kavrepalanchok (huyện)
Kavrepalanchok (tiếng Nepal:काभ्रेपलान्चोक) là một huyện thuộc khu Bagmati, vùng Trung Nepal, Nepal. Huyện này có diện tích 1396 km², dân số thời điểm năm 2001 là 385672 người.

## Dân số
Biến động dân số giai đoạn 1952-2001:
| Năm    | 1952   | 1961   | 1971   | 1981   | 1991   | 2001   |
| ------ | ------ | ------ | ------ | ------ | ------ | ------ |
| Dân số | 187685 | 216440 | 245165 | 307150 | 324329 | 385672 |